# Полет 9525 на „Джърмануингс“
Полет 9525 на „Джърмануингс“ е редовен международен полет на нискотарифната компания „Джърмануингс“ от Барселона до Дюселдорф. На 24 март 2015 г. самолет „Еърбъс А320-211“, опериращ по линията, катастрофира в труднодостъпна зона близо до Алп дьо От Прованс, на около 100 km северозападно от Ница във френските Алпи. Всички 144 пасажери и 6 членен екипаж загиват. Това е третата най-смъртоносна катастрофа на „Еърбъс А320“ и третата най-смъртоносна самолетна катастрофа във Франция.
Френският прокурор, френските и германските авиационни власти и говорител на „Джърмануингс“ заявяват, че катастрофата е умишлено причинена от втория пилот – 27-годишния Андреас Лубиц. Той е обявен за негоден за пилотиране от лекаря си заради опасения, свързани с психичното здраве, но не разкрива това на работодателя си.
След катастрофата авиационните власти в Канада, Нова Зеландия и Германия прилагат нови регулации, които изискват да има двама души от упълномощения персонал да присъстват в пилотската кабина по всяко време в пряк отговор на инцидента и обстоятелствата около участието втория пилот Лубиц. Топ агенцията за въздушна безопасност на Европейския съюз препоръчва подобни промени в правилата в цяла Европа. Редица авиокомпании обявяват, че предприемат доброволно подобни правила.

## Самолетът
Самолетът, участвал в катастрофата, е „Еърбъс А320-211“, сериен номер 147, регистриран като D-AIPX. Първият полет на самолета е на 29 ноември 1990 г. и е доставен на „Луфтханза“ на 5 февруари 1991 г. Той е служил за „Джърмануингс“ за първи път през 2003 г. и е бил върнат на „Луфтханза“ през 2004 г. Десет години по-късно е бил върнат на обновената „Джърмануингс“ на 31 януари 2014 г.

## Катастрофата
Полет 9525 е излетял от писта 07R на летището в Барселона около 11:01 българско време на 24 март 2015 г. и е трябвало да пристигне в Дюселдорф в 12:39 българско време.
Френските авиационни власти Direction générale de l'aviation civile (DGAC) обявяват самолета в бедствено положение след снижението му и загубата на радиоконтакт. Самолетът е достигнал хоризонтален полет на ешелон 380 (около 12 000 m) три минути преди да започне това, което е приличало на контролирано спускане. Самолетът се разбива в труднодостъпен район на около 100 km северозападно от Ница. Радарният контакт е бил загубен в 11:45 българско време, по време когато самолетът се е намирал на 2100 m.